# Олег Костин
Олег Олегович Костин (рус. Олег Олегович Костин; Нижњи Новгород, 6. мај 1992) руски је пливач чија специјалност су спринтерске трке делфин стилом. Вишеструки је национални првак и рекордер и троструки светски првак у штафетама у малим базенима. 
Костин је по професији војно лице и има звање поручника Оружаних снага Руске Федерације.

## Спортска каријера
Прво велико такмичење у великим базенима на ком је Костин учествовао било је европско првенство у Дебрецину 2012. где је успео да се пласира у полуфинале трке на 200 прсно. Први велики успех у каријери остварио је на националном првенству 2013. на ком је освојио три титуле националног првака, у све три појединачне трке прсним стилом уз национални рекорд на 200 метара. 
Прве медаље на међународној сцени освојио је током 2015. године, злато на Универзијади у Квангџуу (штафета 4×100 мешовито) и сребро и бронзу на европском првенству у малим базенима у Нетањи. 
Костин је пливао и на светским првенствима у Будимпешти 2017. и Квангџуу 2019. године. У Квангџуу је Костин пливао само у трци на 50 делфин коју је окончао на другом месту у финалу у времену новог националног рекорда од 22,70 секунди.